# Reino de Gauda
El Reino de Gauda (bengalí গৌড় রাজ্য, Gāur Rājya) fue un estado hindú durante los reinos medios de la India en el subcontinente indio que se originó en la región de Bengala.

## Ubicación y extensión
El rey Shashanka (bengalí শশাঙ্ক Shôshangko) es a menudo acreditado como el creador de la primera entidad política separada de una Bengala unificada llamada Gauda. Reinó el siglo VII, y algunos historiadores colocan su gobierno aproximadamente entre 590 y 625. Su capital fue Murshidabad, 9,6 kilómetros al suroeste de Baharampur, sede del distrito de Murshidabad.
El monje chino, Xuanzang (Hiuen Tsang) viajó por el país de Karnasubarna hasta una región de Orissa gobernada por Shashanka. Se menciona Pundravardhana como parte del reino de Gauda en algunos registros antiguos.
La evidencia parece ser discrepante en lo relativo a la relación de Gauda con la región de Rarh. Mientras Krishna Mishra (siglo XI o XII), en su Prabodha-chandrodaya, menciona que Gauda incluye Rarh (o Rarhpuri) y Bhurishreshthika, que identifica con Bhurshut, en los distritos de Hugli y Howrah, la inscripción de Managoli del rey Yadava Jaitugi distingue Lala (Rarh) de Gaula (Gauda).
Según los escritores jainistas de los siglos XIII y XIV, Gauda incluyó Lakshmanavati en el moderno distrito de Malda.
Tras la muerte de Shashanka le sucedió su hijo, Manava, quien gobernó el reino durante ocho meses. Gauda fue dividida entre Jarsha Vardhana y Bhaskarvarmana de Kamarupa, el último incluso consiguió conquistar Karnasuvarna.
Los reyes Palas fueron mencionados como Vangapatis (Señor de Vanga) y Gaudesvara (Señor de Gauda). Los reyes Sena también se llamaron Gaudesvara. Desde entonces Gauda y Vanga parece ser nombres intercambiables con Bengala.